# ماري هودسون
ماري هودسون (بالإنجليزية: Mary Hodson)‏ هي منافسة ألعاب القوى بريطانية، ولدت في 28 أكتوبر 1946.

## وصلات خارجية
- ماري هودسون على موقع أوليمبيديا (الإنجليزية)
- ماري هودسون على موقع اللجنة الأولمبية البريطانية (الإنجليزية)